# Longipalpus intricata
Longipalpus intricata là một loài bọ cánh cứng trong họ Cerambycidae.